# Grimhed
Grimhed er et træk, man kan tillægge en genstand, som man finder det frastødende at betragte eller på anden måde sanse, og det kan umiddelbart forstås som det, der forstyrrer (potentialet for) en oplevelse af skønhed.
I 1853 udgav Karl Rosenkranz Ästhetik des Häßlichen, hvori han på klassicistisk vis forsøgte at opstille et system for det grimmes natur. I det system kan grimheden tage tre former; det amorfe (dvs. det uordnede/tilfældige), det ukorrekte og det defigurerede. Det grimme er altså decideret forstyrrelse af (naturlig) skønhed eller forstyrrelse af harmoni. Det grimme forhindrer skønheden i at træde frem, og er på sin vis parasitært afhængig af og i hvert fald underordnet skønheden.
I både det moderne og det postmoderne får grimheden en ny rolle som det, der ved provokation kan flytte skønhedens grænser, eller i hvert fald grænsen for det acceptable.

## Hovedkilde
Stounbjerg, Per, "Det grimmes æstetik", Kritik nr. 105, årg. 26, 1993